# Giacomo Matteotti
Giacomo Lauro Matteotti (Fratta Polesine, 22 maggio 1885 – Roma, 10 giugno 1924) è stato un politico, giornalista e antifascista italiano, segretario del Partito Socialista Unitario, formazione nata da una scissione del Partito Socialista Italiano al Congresso di Roma dell'ottobre 1922.
Fu rapito e assassinato il 10 giugno 1924 da una squadra fascista capeggiata da Amerigo Dumini, a causa delle sue denunce delle illegalità commesse dalla nascente dittatura di Benito Mussolini. Il corpo di Matteotti fu ritrovato circa due mesi dopo l'omicidio, il 16 agosto 1924.
Nel discorso del 3 gennaio 1925 di fronte alla Camera dei deputati, Benito Mussolini si assunse pubblicamente la «responsabilità politica, morale e storica» del clima nel quale l'assassinio si era verificato. A tale discorso fece seguito, nel giro di due anni, l'approvazione delle cosiddette leggi fascistissime e la decadenza dei deputati che avevano partecipato alla secessione dell'Aventino come protesta per il delitto Matteotti.

## Biografia

### La famiglia

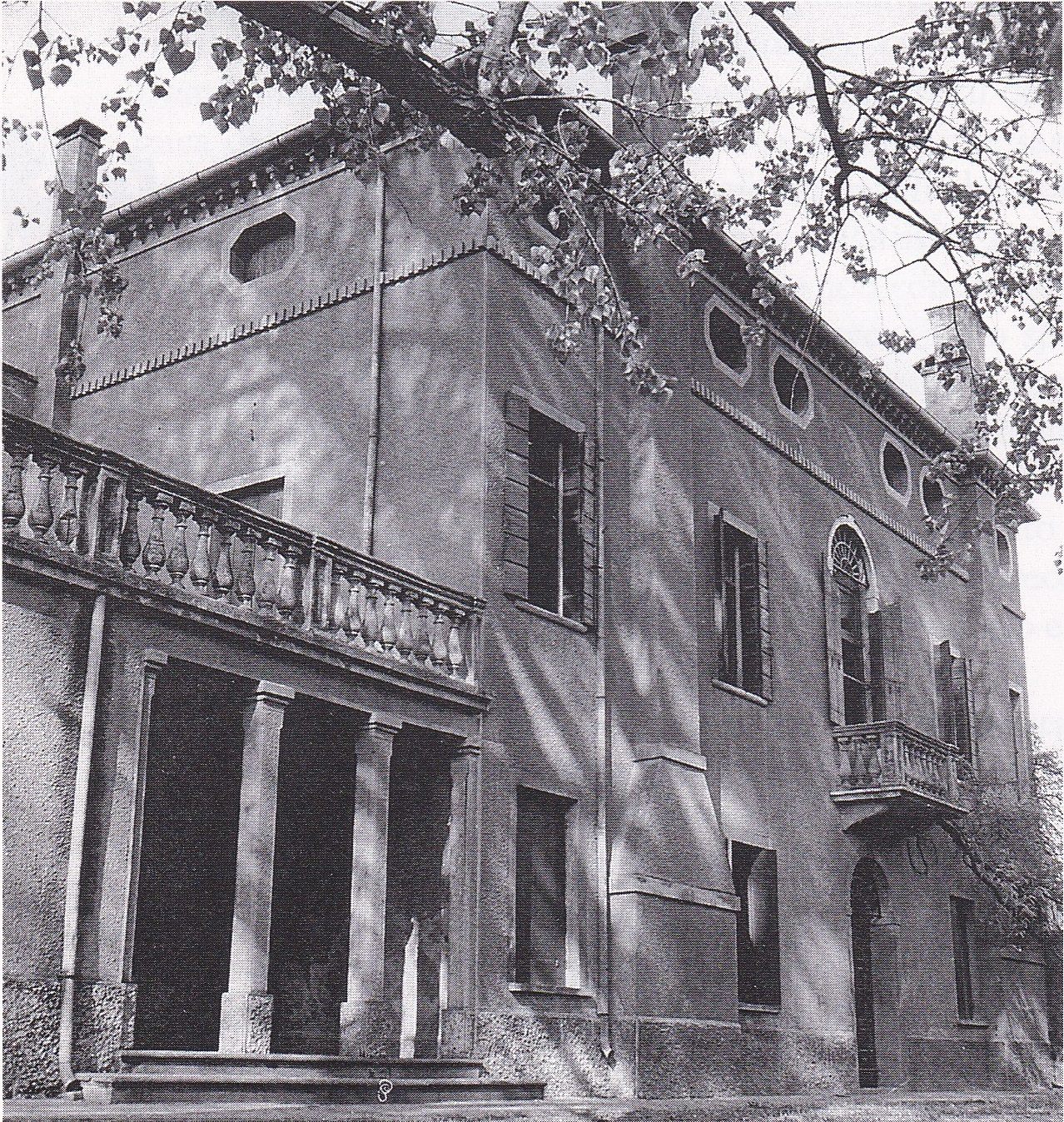
La casa della famiglia Matteotti a Fratta Polesine

Giacomo Lauro Matteotti nacque in provincia di Rovigo a Fratta Polesine venerdì 22 maggio del 1885, da Girolamo Stefano Matteotti (1839-1902) e Elisabetta Garzarolo (1851-1931), detta Isabella. La famiglia Matteotti era originaria di Comasine in Val di Peio, in Trentino, e già nel 1837 il bisnonno di Giacomo, Stefano Matteotti, era attivo nella compravendita di rame e ferro ad Arquà Polesine nel Regno Lombardo-Veneto. Il nonno di Giacomo, Matteo Matteotti e la moglie Caterina Sartori, con cui si era sposato nel 1813, si trasferirono definitivamente a Fratta Polesine nel 1845 portando avanti l'attività del padre. Matteo Matteotti morì nel 1858 a soli quarantasette anni a causa delle ferite dovute a una lite, e suo figlio Girolamo portò avanti e ampliò l'attività paterna aprendo due botteghe: la prima a Fratta Polesine e la seconda a Costa di Rovigo. Negli anni sessanta dell’800, Girolamo investì il suo capitale nell'acquisto dei terreni espropriati alle parrocchie, dando così inizio anche all'attività di prestito ad interesse raggiungendo un'invidiabile posizione economica.

La moglie Velia Titta

Girolamo sposò Isabella a Fratta Polesine il 7 febbraio 1875. I due ebbero sette figli, quattro dei quali (Ginevra, Dante, Aquino e Giocasta) morirono in tenera età: degli adulti, Giacomo fu il secondogenito tra Matteo (1876-1909) e Silvio (1887-1910) e l'unico a sopravvivere ai fratelli, morti ancor giovani di tisi. Tutti si impegnarono in politica nelle file del Partito Socialista Italiano (PSI), seguendo l'esempio del padre che era stato consigliere comunale di Fratta Polesine tra il 1896 e il 1897. Nel 1912, mentre si trovava in vacanza ad Abetone, si innamorò di Velia Titta, una poetessa di ventidue anni profondamente religiosa e sorella del baritono Titta Ruffo. Nel gennaio 1916 i due si sposarono con rito civile, ebbero poi tre figli: Giancarlo (1918-2006), Gianmatteo (1921-2000), entrambi deputati prima per il PSI e poi per il PSDI, e Isabella (1922-1994).

### La formazione e la militanza giovanile

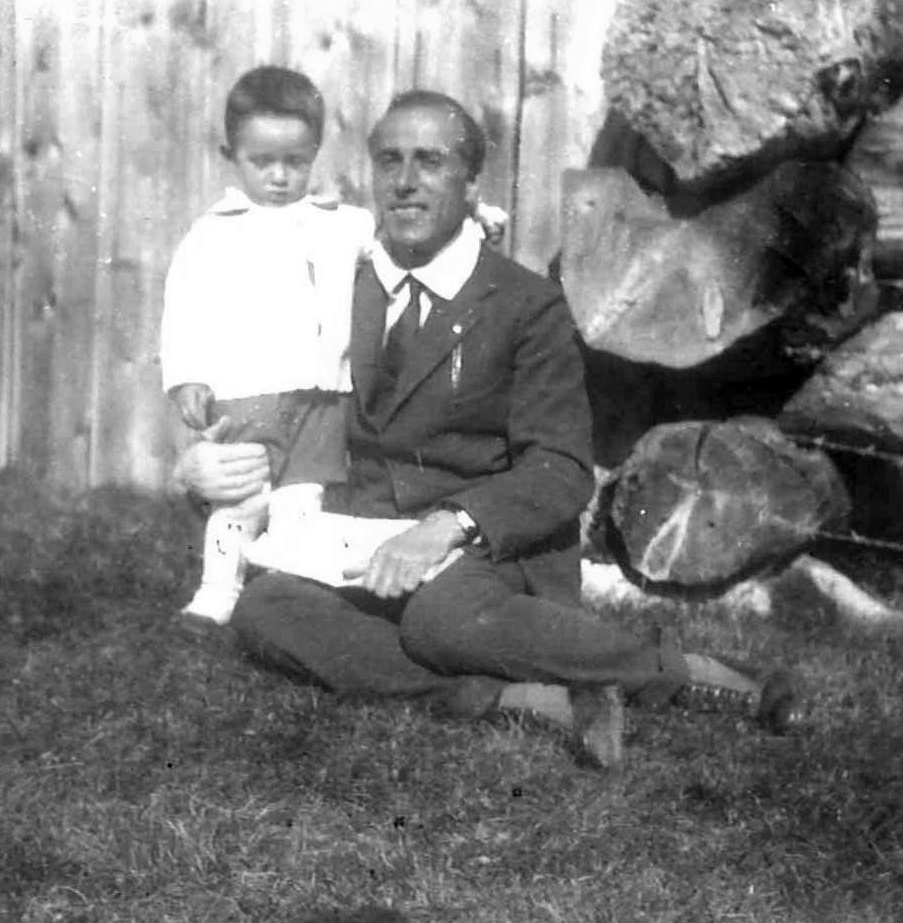
Giacomo Matteotti con uno dei figli

Dopo aver frequentato le scuole elementari pubbliche di Lendinara, venne iscritto al liceo ginnasio "Celio" di Rovigo, diplomandosi il 15 dicembre 1903 all'età di diciotto anni. Poco interessato all'attività di famiglia, Giacomo si iscrisse alla facoltà di giurisprudenza all'Università di Bologna, laureandosi il 7 novembre 1907 con 110 e lode presentando una tesi sulla recidiva scritta in collaborazione col professore Alessandro Stoppato. Per la scrittura della tesi Giacomo viaggiò in Olanda, Belgio, Austria, Germania, Francia e Inghilterra, arrivando ad apprendere il francese, l'inglese e il tedesco. Giacomo rielaborò poi la sua tesi nel 1910, pubblicando con la Fratelli Bocca Editori a Torino La recidiva. Saggio di revisione critica con dati statistici, e compiendo nel corso dello stesso anno un viaggio a Oxford per l'approfondimento del sistema penale britannico. Tra il 1909 e il 1910 Giacomo perse a causa della tubercolosi prima il fratello Matteo e poi Silvio, rimanendo l'unico figlio superstite.
Seguendo l'esempio del fratello Matteo, Giacomo si avvicinò fin da giovanissimo alle idee socialiste aderendo alla giovanile del Partito Socialista Italiano nel 1898 a soli tredici anni e scrivendo nel 1901 il suo primo articolo per La Lotta, un settimanale locale di ispirazione socialista. Alla sua prima esperienza politica, il 26 gennaio 1908 a ventidue anni Giacomo Matteotti fu eletto con 86 preferenze consigliere comunale a Fratta Polesine, mentre nell'agosto del 1910 durante la sua permanenza a Oxford fu eletto consigliere provinciale a Rovigo. In seguito alla guerra di Libia la corrente gradualista a cui faceva riferimento Matteotti, nel corso del XIII Congresso del Partito Socialista Italiano del 1912 passò per la prima volta in minoranza dietro ai massimalisti, quando su proposta del direttore dell'Avanti! Benito Mussolini, fu espulsa la destra di Leonida Bissolati e Ivanoe Bonomi, i quali fondarono il Partito Socialista Riformista Italiano (PSRI); seguendo le orme di Filippo Turati, Matteotti rimase però fedele al partito. Il 3 ottobre 1912 Matteotti fu eletto sindaco del piccolo comune di Villamarzana e sfruttando la possibilità di essere eletto in tutti i comuni in cui si pagavano le tasse, Matteotti entrò anche nei consigli comunali di Villanova del Ghebbo, San Bellino, Castelguglielmo, Lendinara, Badia Polesine, Fiesso Umbertiano, Pincara, Boara Polesine. Inoltre, fu nominato vicesindaco a Fratta Polesine e assessore a Frassinelle Polesine. Il 7 luglio 1914 Matteotti viene riconfermato al consiglio provinciale.
L'accusa di aver costruito la propria fortuna anche prestando denaro a interesse, rivoltagli dalla stampa cattolica locale avversaria, risulta da un'ampia documentazione d'archivio.

### La prima guerra mondiale e l'esilio in Sicilia
Il 26 luglio 1914, nell'imminenza dello scoppio della prima guerra mondiale, il direttore dell'Avanti! Benito Mussolini pubblicò sul quotidiano socialista un articolo di fondo intitolato Abbasso la guerra!. Il giorno successivo la stessa posizione fu assunta anche dal gruppo parlamentare socialista ancora a maggioranza riformista e dallo stesso Matteotti, che vedeva nel conflitto armato uno scontro tra le borghesie nazionali sostenuto però dal sacrificio del proletariato. La sua posizione neutralista fu più volte ribadita anche nei dibattiti che si svolsero nel consiglio provinciale di Rovigo, venendo accusato di anti-italianità e sollevando anche le critiche del socialista riformista Nicola Badaloni. Il 10 ottobre 1914 Matteotti pubblicò su La Lotta un articolo in cui prospettò per la prima volta il ricorso all'insurrezione del proletariato per impedire l'entrata in guerra dell'Italia, plaudendo il dissenso alla guerra del socialdemocratico tedesco Karl Liebknecht, unico nel suo partito, e criticando la posizione di Mussolini in favore dell'entrata in guerra dell'Italia al fianco degli Alleati e le ragioni della neutralità del governo. Nel febbraio del 1915 la sua idea di ricorrere all'insurrezione lo portò in polemica col riformista Filippo Turati, e dalla colonne di Critica Sociale ribadì l'impossibilità di un'invasione straniera e l'impiego di qualsiasi mezzo per evitare la catastrofe della guerra.
Nonostante fosse l'unico figlio superstite di madre vedova, il 6 agosto 1916 fu richiamato alle armi e assegnato alla 97.ma Compagnia del 4º Reggimento di Artiglieria da Fortezza, con la motivazione che «essendo Rovigo "in Stato di guerra" è "assolutamente pericoloso" che questo "pervicace, violento agitatore, capace di nuocere in ogni momento agli interessi nazionali" continui a rimanere in una zona tanto delicata». Le sue posizioni antimilitariste e il suo attivismo contro la guerra gli costarono l'allontanamento dal Polesine per tre anni e il confino in una zona montagnosa nei pressi di Messina, a "Campo Inglese", dove rimase fino al marzo del 1919.

### Il socialismo e l'elezione a deputato

Tavolo di lavoro di Matteotti nella Biblioteca della Camera dei deputati

Matteotti fu eletto in Parlamento per la prima volta nel 1919 nel collegio di Ferrara e fu poi rieletto nel 1921 e nel 1924. Venne soprannominato "Tempesta" dai suoi compagni di partito per il suo carattere battagliero e intransigente. In pochi anni, oltre a preparare numerosi disegni di legge e relazioni, intervenne 106 volte in Aula, con discorsi su temi spesso tecnici, amministrativi e finanziari.; cercò di essere all’altezza del ruolo di parlamentare «soprattutto sul terreno che gli era più congeniale: l’ambito finanziario, quello della pubblica amministrazione, nel quale portava la solida preparazione legale acquisita all’Università di Bologna, che ne aveva fatto un giurista da tutti apprezzato, e l’esperienza acquisita nell’anteguerra gestendo gli enti locali nella sua provincia di Rovigo. Il rigore della spesa, la credibilità della finanza pubblica, l’equa ripartizione del carico fiscale (...), la necessità di introdurre chiarezza e comprensibilità nella legislazione intensificando sinergie e collegamenti con l’Europa, furono il terreno sul quale egli si impose all’attenzione generale, non solo in Italia». Per il carattere meticoloso e l'abitudine allo studio, passava ore nella Biblioteca della Camera «a sfogliare libri, relazioni, statistiche, da cui attingeva i dati che gli occorrevano per lottare, con la parola e con la penna, badando a restare sempre fondato sulle cose».
La carriera politica nazionale di Matteotti ebbe inizio in un contesto di crescente tensione sociale, culminato nell'occupazione delle fabbriche nel settembre 1920 e nella spaccatura della sinistra determinato dal II Congresso dell'Internazionale Comunista (Comintern). Il Congresso riassunse le condizioni per aderire all'Internazionale in 21 punti, il settimo dei quali prevedeva «la completa rottura col riformismo e con la politica del centro» e l'espulsione di «noti opportunisti», tra cui si menzionavano espressamente gli italiani Turati e Modigliani. Il diciassettesimo punto imponeva a ciascun partito di cambiare nome in Partito Comunista, seguito dal nome del rispettivo Paese.
Il PSI era allora diviso in tre correnti: riformisti, massimalisti e comunisti. Il gruppo riformista di Turati e Matteotti si riunì a Reggio Emilia l'11 e 12 ottobre 1920, senza tuttavia delineare in modo chiaro la propria linea gradualista.
Presente alla prima giornata del Congresso di Livorno del gennaio 1921 (congresso che si concluse con la scissione comunista e la nascita del Partito Comunista d'Italia), Matteotti lasciò Livorno anticipatamente per recarsi a Ferrara, dove il gruppo dirigente socialista era stato arrestato a seguito dell'eccidio del Castello Estense: in una situazione di forte tensione assunse provvisoriamente il ruolo di  segretario della Camera del Lavoro cittadina. 
Questo produsse una sua estrema consapevolezza dei pericoli involutivi che si addensavano sulla società e le istituzioni italiane, un suo rinnovato impegno nella sua lotta antifascista e sue frequenti denunce delle violenze che venivano messe in atto. Già il 31 gennaio 1921, alla Camera, Matteotti ammonì che le classi dirigenti borghesi avevano il dovere di porre fine a «codesta vostra piccola controrivoluzione, che prepara la guerra civile»: ma la mozione che illustrò a tal fine fu posta ai voti quattro giorni dopo e respinta. 
Nel 1921 pubblicò una famosa Inchiesta socialista sulle gesta dei fascisti in Italia, in cui si denunciavano, per la prima volta, le violenze delle squadre d'azione fasciste durante la campagna elettorale delle elezioni del 1921.
Al successivo Congresso di Milano di ottobre, il PSI si divise tra la componente concentrazionista di Turati e Baldesi e quella favorevole all'adesione all'Internazionale Comunista. Matteotti, pur auspicando la fine delle divisioni, si schierò con la frazione concentrazionista, non tanto per vicinanza al riformismo, quanto per il rifiuto del comunismo e del modello rivoluzionario bolscevico.
Al Congresso di Roma dell'ottobre 1922 fu espulsa dal PSI tutta la corrente riformista e gradualista legata a Turati; i fuoriusciti fondarono il nuovo Partito Socialista Unitario, di cui Matteotti divenne segretario.
Nel 1924 venne pubblicata a Londra, dove Matteotti si era recato in forma strettamente riservata nell'aprile di quell'anno, la traduzione del suo libro Un anno di dominazione fascista, col titolo: The Fascists exposed; a year of Fascist Domination, in cui riportava meticolosamente gli atti di violenza fascista contro gli oppositori. Nell'introduzione del libro, Matteotti ribatteva puntualmente alle affermazioni fasciste, in particolare a quelle che affermavano l'uso della violenza squadrista utile allo scopo di riportare il Paese a una situazione di legalità e "normalità" col ripristino dell'autorità dello Stato dopo le violenze socialiste del biennio rosso, affermando la continuazione delle spedizioni squadriste contro gli oppositori anche dopo un anno di governo fascista. Inoltre, sosteneva che il miglioramento delle condizioni economiche e finanziarie del Paese, che stava lentamente riprendendosi dalle devastazioni della prima guerra mondiale, era dovuto non all'azione fascista, quanto alle energie popolari; tuttavia, ancora secondo Matteotti, a beneficiarne sarebbero stati solo gli speculatori e i capitalisti, mentre il ceto medio e proletario ne avrebbe ricevuto una quota proporzionalmente bassa a fronte dei sacrifici.

### La contestazione delle elezioni del 1924

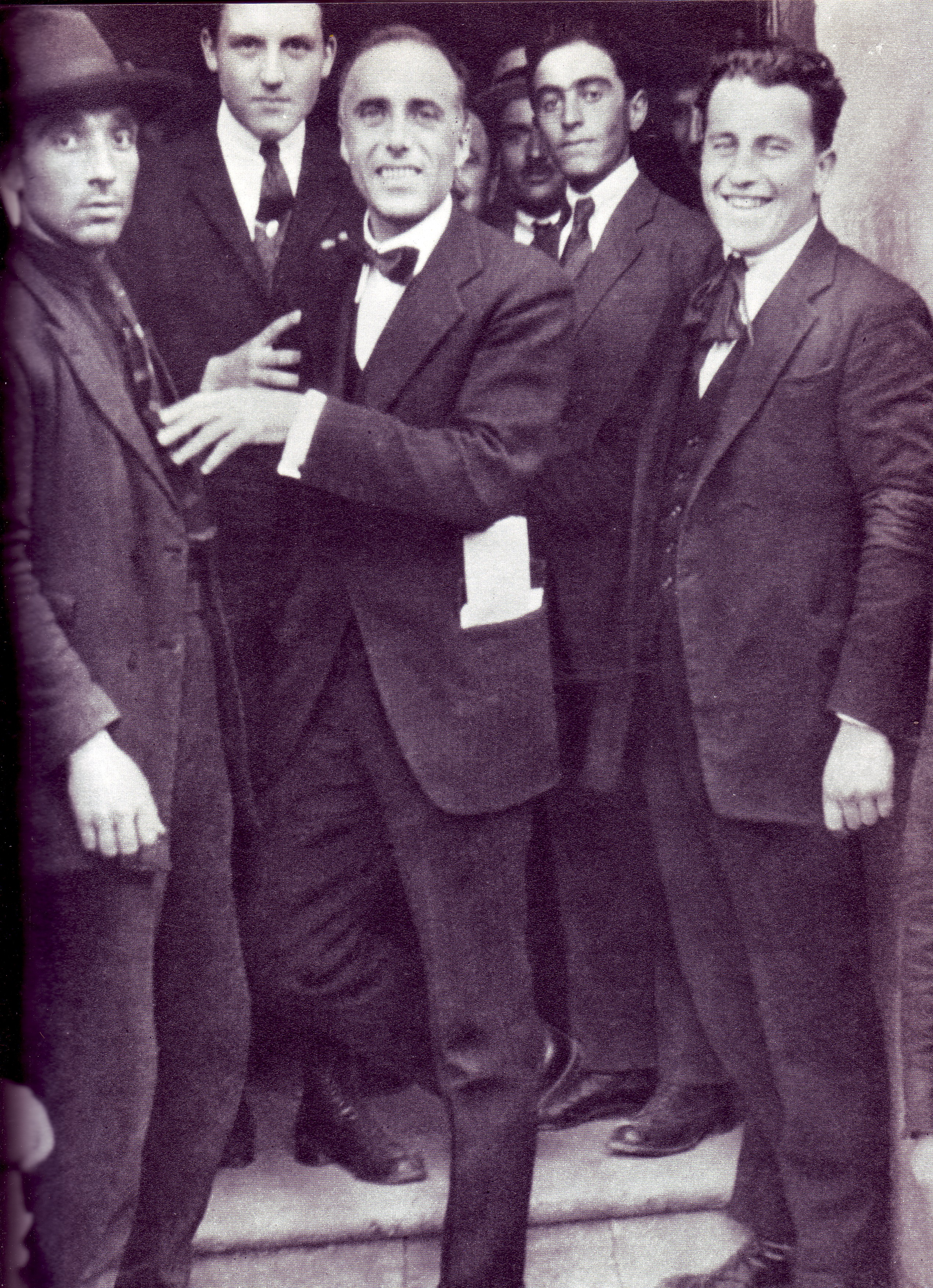
Giacomo Matteotti nell'ultima fotografia scattatagli prima della morte

Alle elezioni del 6 aprile 1924 Matteotti fu rieletto, il PSU raccolse il 5,9% risultando il secondo partito di opposizione dietro il 9% del Partito Popolare Italiano. La campagna elettorale - nell'ambito della quale, a Cefalù, si verificò un'aggressione allo stesso Matteotti - si svolse in un grave clima di intimidazione e di ripetute violenze da parte delle squadre d'azione del Partito Nazionale Fascista: il risultato della consultazione fu quindi ampiamente favorevole alla lista governativa, con l'elezione di tutti i suoi 356 candidati.

Al momento di convalidare le decisioni della Giunta delle elezioni, nell'assemblea della Camera dei deputati diversi parlamentari di minoranza segnalarono proteste per le modalità di voto in alcune circoscrizioni (Abruzzi, Campania, Calabria, Puglie e Sicilia). Giacomo Matteotti, insieme agli onorevoli Enrico Presutti e Arturo Labriola presentarono allora la richiesta per il rinvio degli atti alla Giunta. Il 30 maggio 1924 Matteotti prese la parola alla Camera dei deputati per contestare i risultati delle elezioni denunciando le violenze, le illegalità e gli abusi commessi dai fascisti per riuscire a vincere le elezioni: 
(Giacomo Matteotti)
 Terminato il discorso disse rivolgendosi a Giovanni Cosattini seduto accanto a lui, indirettamente ai suoi compagni di partito:
La proposta di Matteotti di far invalidare l'elezione almeno di un gruppo di deputati illegittimamente eletti a causa delle violenze e dei brogli venne respinta dalla Camera con 285 voti contrari, 57 favorevoli e 42 astenuti. Il 1º giugno Il Popolo d'Italia pubblicò in prima pagina un articolo, nel quale era indicato esplicitamente Matteotti come principale oppositore. L'articolo non era firmato, ma fu scritto da Mussolini; una copia del manoscritto venne conservata dal suo segretario Fasciolo, che nel 1926 fu sanzionato proprio per i «documenti di carattere riservato sottratti al Capo del Governo».
Pochi giorni dopo, il 4 giugno 1924, durante una discussione alla Camera, Matteotti ebbe un battibecco con Mussolini, ricordandogli l'approvazione data nel 1919 da Il Popolo d'Italia al decreto di amnistia per i disertori.

### L'assassinio

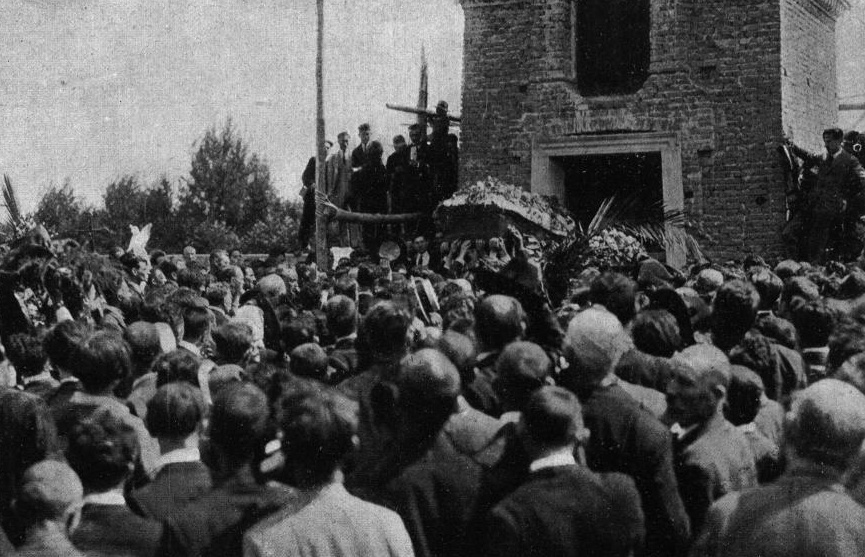
I funerali di Matteotti

Intorno alle 16:00 del 10 giugno 1924 Matteotti uscì di casa dirigendosi verso la Camera dei deputati per preparare il suo intervento sull'autorizzazione dell'esercizio provvisorio del bilancio statale. Giunto sul lungotevere incrociò una Lancia Trikappa nera in sosta con a bordo alcune persone: ad attenderlo era la squadra fascista di Amerigo Dumini, che rapì il deputato caricandolo in auto per poi accoltellarlo durante il pestaggio avvenuto nell'abitacolo. La mattina del giorno successivo la moglie Velia, preoccupata dalla prolungata assenza del marito, decise di avvisare i suoi più stretti compagni di partito tra cui Filippo Turati e Giuseppe Emanuele Modigliani, che la sera dell'11 giugno denunciò la scomparsa di Matteotti al questore Cesare Bertini, già avvertito dell'accaduto dal capo della polizia Emilio De Bono. La mattina di giovedì 12 giugno la notizia divenne di pubblico dominio. Nel pomeriggio Mussolini fece una dichiarazione alla Camera sull'accaduto, generando le proteste delle opposizioni parlamentari.
Il 12 giugno iniziarono i primi arresti, per poi proseguire nei giorni successivi. Il 27 giugno le opposizioni commemorarono ufficialmente la morte di Matteotti dando ufficialmente inizio alla "secessione dell'Aventino", e in tutta Italia molti lavoratori si astennero dal lavoro per circa dieci minuti. Il corpo di Matteotti fu ritrovato solo il 16 agosto nelle campagne del comune di Riano, a circa 20 km dal centro di Roma, e il 21 agosto la salma arrivò a Fratta Polesine dove si svolsero i funerali.
La tomba di Giacomo Matteotti si trova di fronte all'ingresso principale del cimitero di Fratta Polesine nella cappella di famiglia.

## Pensiero politico

### Il riformismo intransigente
Aderente alla corrente riformista di Filippo Turati, Matteotti nel corso della sua attività come amministratore comunale durante il periodo prebellico sviluppò una concezione pedagogica e morale del socialismo. Pur ambendo alla rivoluzione come i massimalisti, Matteotti credeva che questa dovesse svilupparsi dal basso, tramite l'educazione del popolo a una concezione solidaristica e non individualista delle relazioni personali, affermando che: «abbattere la borghesia è il meno. Il più è costruire e preparare il socialismo dentro di noi». Per poter elevare gli strati più deboli della società, Matteotti considerava di avvalersi di tre strumenti fondamentali: la scuola, il comune e le leghe sindacali.
La scuola aveva come scopo fondamentale quello di educare, istruire e incivilire le masse popolari, e non essere considerata solamente come metodo di selezione della classe dirigente. Matteotti considerava quindi fondamentale che tutti potessero accedere agli asili e alle scuole elementari, spesso insufficienti nelle zone rurali sia per numero di aule che di insegnanti. Nel corso della sua carriera parlamentare denunciò l'alto tasso di analfabetismo delle aree rurali, e si pose a difesa delle maestre delle elementari richiedendo una retribuzione più equa. Relativamente alle università italiane Matteotti pensava che non fossero sufficientemente specializzate, lamentando la grande quantità di istituti generali e il basso livello qualitativo dell'insegnamento. Matteotti si propose anche di organizzare gite di istruzione per i lavoratori delle leghe, secondo lui infatti: «il socialismo non voglia dire vino e osterie; ma sia anzitutto aspirazione all'elevamento intellettuale e morale della classe lavoratrice».
Il Comune era visto come il mezzo per poter invertire, a partire dalla base, i rapporti di forza tra la classe lavoratrice e la classe borghese, essendo nel contempo il luogo dove poter sviluppare il senso civico. Durante la sua attività come amministratore fu sempre molto scrupoloso nella cura dei bilanci, stabilendo di volta in volta la fattibilità economica degli interventi sociali da realizzare. Secondo Matteotti l'amministrazione socialista del Comune differiva sensibilmente rispetto a quella borghese, affermando che: «codesto organo di pubblico potere nelle mani dei conservatori si converte bene spesso in un perfetto strumento di dominio, noi dobbiamo aspirarvi per trasformarlo in una provvida funzione di patrimonio nell'interesse del proletariato».
La lega sindacale era, al fianco del partito, lo strumento per disciplinare le masse lavoratrici e dotarle di una coscienza di classe, in modo che potessero poi compiere la rivoluzione scontrandosi con il ceto padronale ed ecclesiastico. Nel corso del "biennio rosso" Matteotti assunse una posizione ambivalente rispetto alle leghe, esaltandone le istanze rivoluzionarie durante i comizi, ma agendo da riformista in parlamento. Anche nei confronti della rivoluzione russa la posizione di Matteotti fu equivoca, giustificando l'uso della violenza e arrivando a contestare la piccola proprietà privata. D'altra parte però, sin dal 1919 al Congresso di Bologna, paventò il rischio che una rivoluzione imposta dall'alto sfociasse in un nuovo regime autocratico, opponendovi l'idea di una rivoluzione preparata pazientemente dal basso. Ben presto rimase deluso dai metodi della rivoluzione sovietica e dal suo esito, e in particolare la violenza sovietica gli apparve inutile rispetto al fine della costruzione del socialismo.
Durante l'incontro della corrente riformista per discutere le condizioni di adesione all'Internazionale Comunista, tenutosi a Reggio Emilia nell'ottobre 1920, Matteotti cercò di garantire l'autonomia del PSI e nel contempo la sua adesione all'Internazionale. Nel suo intervento sostenne che l'instaurazione del socialismo richiedeva tempi lunghi e che poteva essere giustificato il ricorso «alla violenza solo dentro il minimo di necessità che la reazione militarista conservatrice imponesse», prevedendo «una dittatura politica transitoria del proletariato» che non dovrà «mai intendersi come una dittatura di pochi sul proletariato». Quello di Matteotti è stato ritenuto un intervento confuso che fece apparire il suo "riformismo rivoluzionario" meno elaborato di quello di Turati, rappresentando una via di mezzo tra rivoluzione e riforme che scontentava i sostenitori dell'una e delle altre.

### La socialdemocrazia
A partire dal 1921, con l'ascesa del fascismo, Matteotti abbandonò definitivamente le posizioni vicine al massimalismo, condannando l'uso della violenza come strumento rivoluzionario, ma consentendolo per la difesa dallo squadrismo. Di fronte all'illegalismo fascista Matteotti si pose a difesa delle istituzioni democratiche, identificando il Parlamento come unico luogo in cui portare avanti le istanze del movimento operaio. In diretto contrasto al fascismo, Matteotti si adoperò sempre più attivamente per costituire un blocco antifascista che includesse sia i massimalisti che i popolari, iniziando ad essere così perseguitato dalla violenza squadrista.
Nell'aprile del 1923, Matteotti illustrò le sue posizioni politiche in un opuscolo distribuito tra i dirigenti del PSU, ponendo di fatto le basi ideologiche della Socialdemocrazia italiana del dopoguerra Matteotti esprime come condizione fondamentale per l'appartenenza al partito il ripudio della violenza come forma di lotta, identificando come unico strumento di azione il metodo democratico e la libertà politica. Identifica così la lotta di classe come la difesa del lavoro tramite l'azione politica nel bene della collettività e l'equa divisione dei profitti, in modo da eliminare progressivamente l'odio di classe. Nell'ottica dell'internazionalismo socialista, Matteotti promuove tutte quelle attività diplomatiche volte a evitare i conflitti sostenendo la Lega delle Nazioni e la formazione degli Stati Uniti d'Europa, riconoscendo al contempo l'esistenza della nazione. Matteotti si schiera ora contro l'abbattimento dello Stato, promuovendo invece il graduale incremento dell'influenza della classe lavoratrice all'interno dello Stato, le cui istituzioni devono agire in modo imparziale e non essere al servizio della classe dominante. Matteotti propone anche il superamento del capitalismo con un'economia di tipo collettivo, intendendo l'incremento della produzione come un patrimonio collettivo. In chiusura all'opuscolo Matteotti riafferma la sua visione sul Socialismo, che nei confronti del lavoratore: «intende e opera a sollevarlo e a condurlo a miglioramenti economici e intellettuali, a libertà sociale e a libertà spirituale sempre più alte. Vuole cioè formare e realizzare in lui l'uomo che vive, fratello e non lupo, con gli uomini, in una umanità migliore, per solidarietà e per giustizia».

#### Rapporto con i comunisti
Il netto rifiuto rispetto alla violenza politica espresso da Matteotti in questa fase, lo portò alla rottura nei confronti del neonato Partito Comunista d'Italia. Nel 1922, poco prima del Congresso di Roma che avrebbe sancito l'espulsione dei riformisti e la nascita del PSU, il commento di Matteotti in merito al rischio di nuove scissioni su La Lotta individuò infatti nella violenza politica l'elemento caratterizzante del comunismo: «Se c'è chi crede solamente alla violenza, quegli esca e vada ai comunisti. Se c'è chi si sente affine ai partiti borghesi, che oggi hanno tutti rinnegata la loro democrazia, passi al gruppo Bonomi».

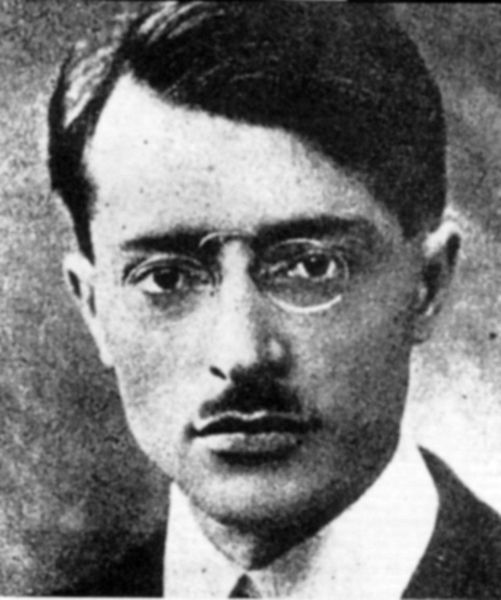
Palmiro Togliatti, dirigente del Partito Comunista d'Italia

Convinto di dover sconfiggere l'illegalismo fascista con la legalità, da segretario del PSU Matteotti escluse i comunisti dai suoi progetti di alleanza antifascista, che pure comprendevano i socialisti massimalisti e i popolari di don Luigi Sturzo. Diviso dai comunisti anche dall'umanesimo socialista e dal rispetto per le libertà dell'individuo e le garanzie costituzionali, nel gennaio 1924 rifiutò la proposta comunista di costituire un "fronte unico di opposizione proletaria al fascismo" in vista delle prossime elezioni politiche. In replica alla lettera inviatagli da Palmiro Togliatti il 23 gennaio, respinse le tre condizioni poste dai comunisti: accettare l'indirizzo tattico comunista, antitetico a quello socialista unitario «come dimostrano le continue polemiche, spesso offensive, contro di noi»; partecipare alle elezioni in qualunque condizione abbandonando il proposito di un'astensione elettorale (giudicata da Matteotti la forma di protesta più efficace contro il regime); escludere un'opposizione al fascismo mirante alla «restaurazione pura e semplice delle libertà statutarie» e aperta alla partecipazione di partiti non operai. Matteotti osservò:
La risposta del segretario socialista unitario non stupì Togliatti, il quale già il 18 gennaio aveva scritto al segretariato del Comintern che la propaganda comunista si basava «sulla critica della democrazia borghese» e sul presupposto che: «Il fascismo ha aperto per il proletariato un periodo di rivoluzione permanente e il partito proletario che dimenticherà questo punto e continuerà a nutrire tra gli operai l'illusione di una possibilità di mutare la situazione presente tenendosi sul terreno d'una opposizione liberale e costituzionale darà, in ultima analisi, punti d'appoggio ai nemici della classe operaia e contadina italiana».
In una lettera a Turati scritta poco prima delle elezioni del 1924, Matteotti evidenziò la necessità di ricostituire l'unità socialista con i massimalisti del PSI, anch'esso ormai «nettamente discorde da Mosca», ed espresse un duro giudizio sul comunismo:

## La memoria

### Il mito di Matteotti

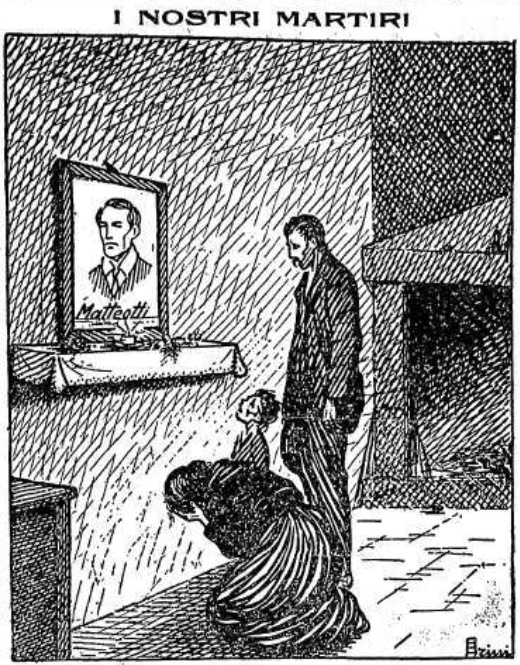
Illustrazione di Giuseppe Scalarini sull'Avanti! del 6 luglio 1924

L'efferatezza con cui fu compiuto il delitto Matteotti fece sì che fin dai primi giorni l'opinione pubblica antifascista identificasse in Giacomo Matteotti uno dei suoi martiri. A dare un forte contributo alla mitizzazione del deputato socialista fu lo stralcio della confessione attribuita ad Albino Volpi, uno degli esecutori materiali dell'assassinio, pubblicato sul quotidiano del Partito Comunista d'Italia a soli cinque giorni dalla sua scomparsa:
( L'eroismo di Matteotti nella confessione del Volpi, in l'Unità, Milano, 15 giugno 1924,  p. 1.)
Nonostante secondo Anna Kuliscioff le parole riportate sull'articolo de l'Unità del 15 giugno 1924 non corrispondessero allo stile linguistico generalmente impiegato da Matteotti, la dichiarazione venne rapidamente rilanciata anche da altri quotidiani nazionali come La Stampa e Il Mondo. Il 1º luglio 1924, a meno di un mese dall'assassinio, La Rivoluzione liberale di Piero Gobetti dedicò alla memoria di Matteotti un intero numero mettendo in luce il suo antifascismo intransigente.
Il governo Mussolini si oppose fin dal principio al clima di celebrazione che si era venuto a creare, presidiando con la milizia il luogo in cui era stato commesso il delitto, in modo da evitare qualsiasi tipo di commemorazione.
( Roberto Farinacci, Un periodo aureo del Partito nazionale fascista: raccolta di discorsi e dichiarazioni, a cura di Renzo Bacchetta, Tipografia Campitelli, 1927,  p. 149.)

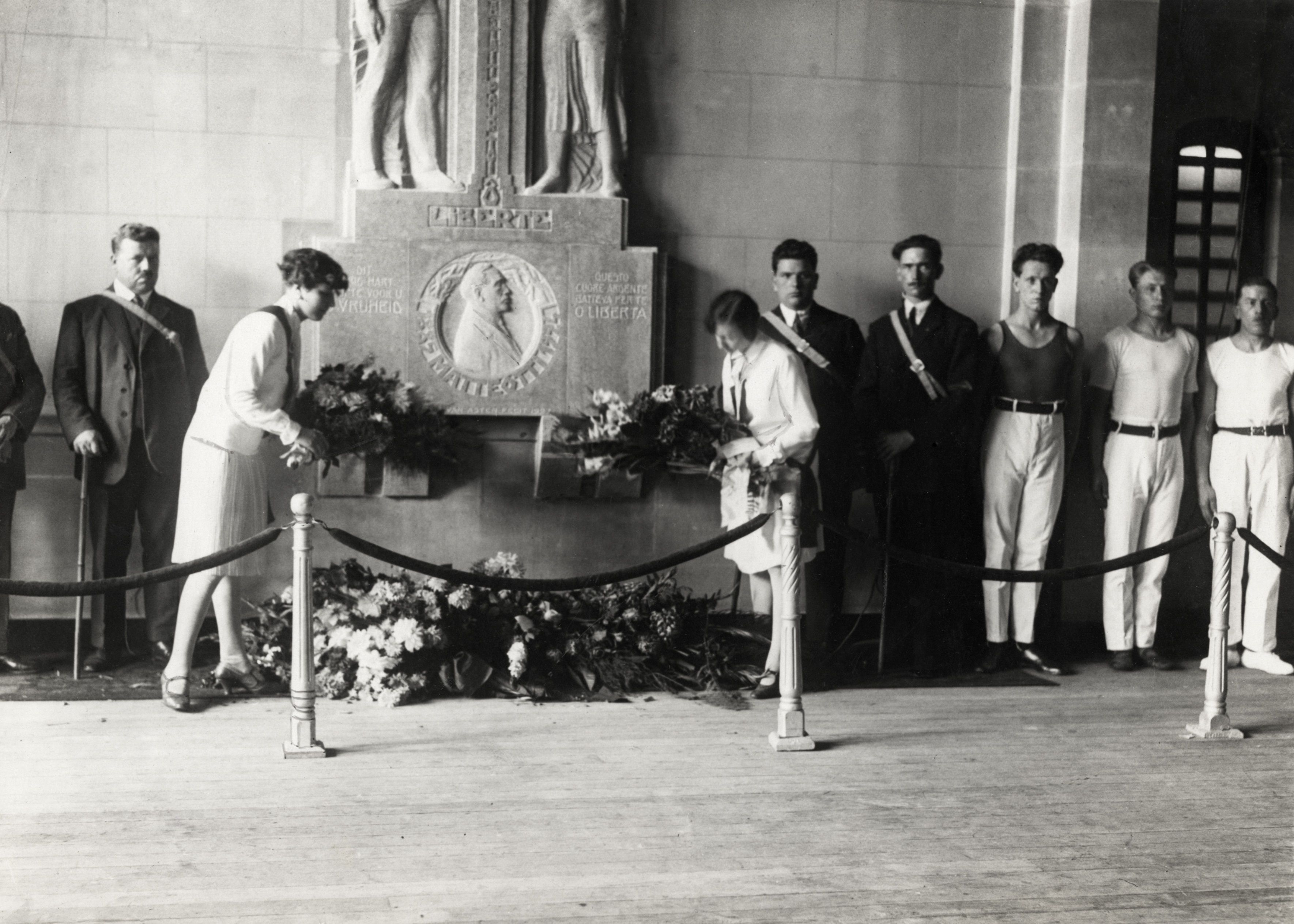
Inaugurazione del Monumento a Giacomo Matteotti nella casa del popolo di Bruxelles l'11 settembre 1927

Il mito valicò ben presto anche i confini nazionali, tanto che nel 1926 l'Internazionale operaia socialista dedicò alla memoria di Matteotti un fondo per l'aiuto al movimento operaio negli stati dittatoriali, rimasto attivo fino allo scoppio della seconda guerra mondiale. Tra le altre iniziative, il 1º maggio del 1930 a Londra la suffragetta Sylvia Pankhurst fondò il Women's International Matteotti Committee. 

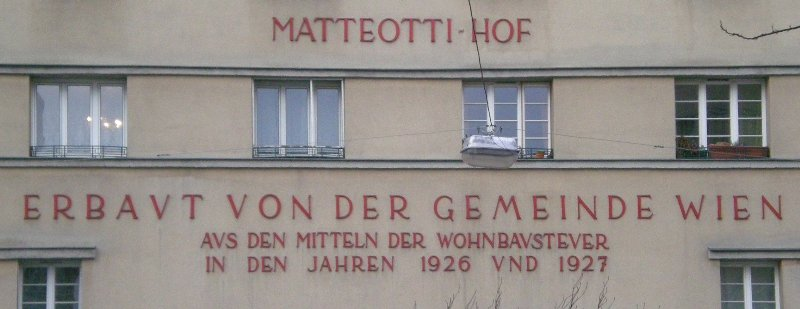
La Matteotti-Hof inaugurata nel 1927 nell'ambito del programma di edilizia popolare del Comune di Vienna

A Vienna tra il 1926 e il 1927 fu costruito un complesso di case popolari ribattezzato Matteottihof, mentre nella casa del popolo di Bruxelles nel 1927 fu eretto il Monumento a Giacomo Matteotti.

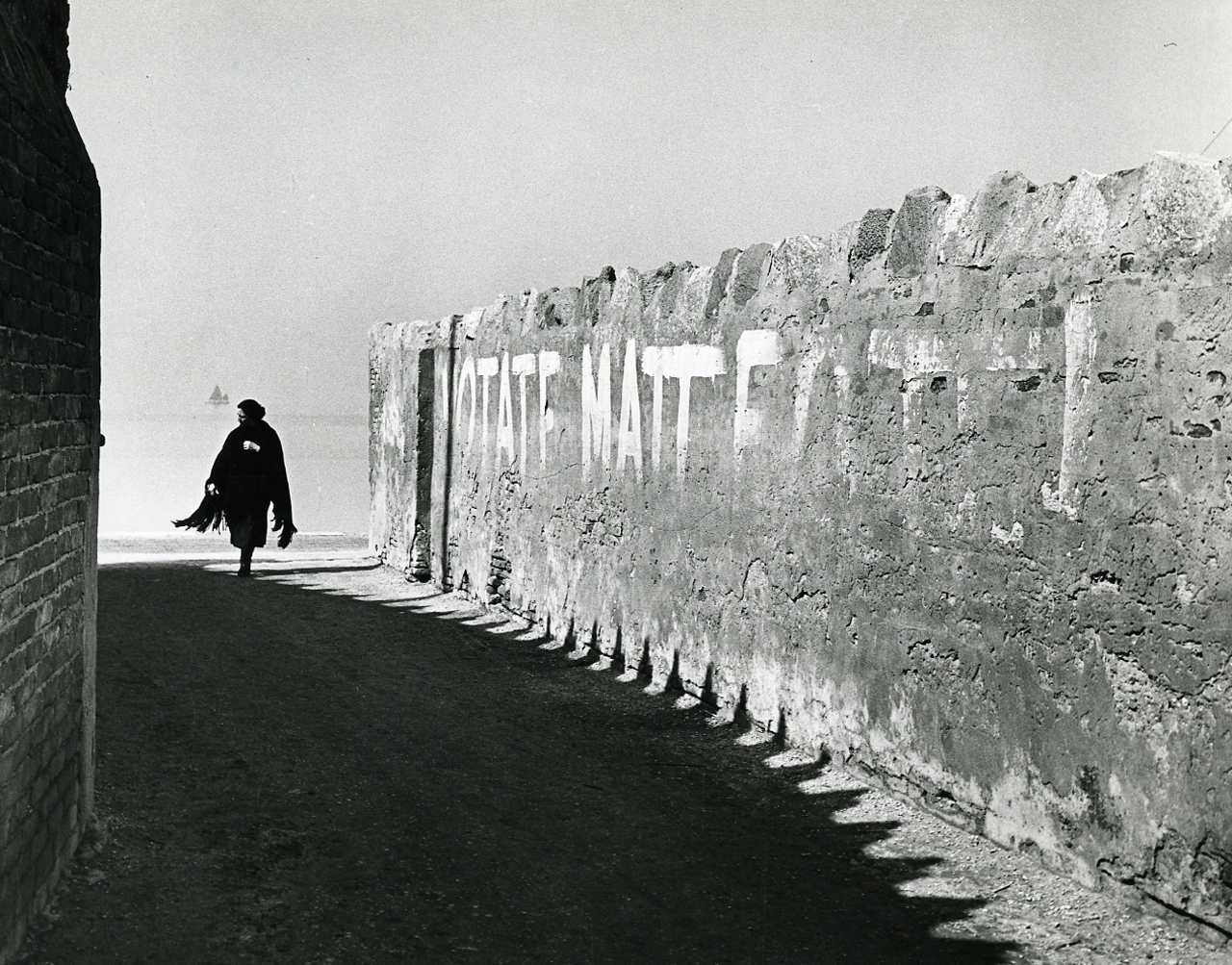
Lo slogan elettorale Votate Matteotti su un muro di Venezia nel 1963

Il 28 giugno 1924 la pubblicazione «Idea Nuova» riportò la lettera di Sandro Pertini che, sull'onda dell'emozione e dello sdegno per l'assassinio, richiese l'iscrizione al Partito Socialista Unitario. Nel 1936 durante la guerra civile spagnola tra le brigate internazionali agì nell'ambito del movimento Giustizia e Libertà il Battaglione Matteotti, mentre durante la Resistenza italiana il PSIUP costituì le Brigate Matteotti.
Da presidente della Camera dei deputati, Sandro Pertini "ebbe il grande merito di pubblicare nel 1970 i discorsi parlamentari di Matteotti, venticinque anni dopo la fine della guerra; la prima biografia matteottiana di Antonio Casanova uscì soltanto nel 1974, oltre trent'anni anni dopo la caduta del fascismo; l’avvio della pubblicazione delle opere complete, a cura di Stefano Caretti, partì nel 1983".
Nel 1955 Matteotti venne definito martire in un atto ufficiale, di rango legislativo, della Repubblica italiana.

### Il giudizio dei contemporanei
In un articolo su Lo Stato operaio del 28 agosto 1924, il segretario del Partito Comunista d'Italia Antonio Gramsci criticò duramente la figura di Matteotti accusandolo di essere capace di mobilitare le masse, ma di non essere in grado di compiere la rivoluzione per la costituzione di uno Stato socialista. Gramsci definì Matteotti «pellegrino del nulla», volendo intendere con tale espressione «il combattente sfortunato, ma tenace fino al sacrificio di sé, di una idea la quale non può condurre i suoi credenti e militanti ad altro che ad un inutile circolo vizioso di lotte, di agitazioni, di sacrifici senza risultato e senza via di uscita».
Secondo lo storico del socialismo Gaetano Arfé, in questo articolo assieme alla critica vi è anche un tentativo di storicizzazione in virtù del quale Gramsci propone il partito comunista come l'organizzazione che «raccoglie nel corso della sua lotta tutto quanto di più avanzato c'è nella tradizione nazionale [...]. Le commemorazioni, scritte da Gramsci, di Matteotti e di Serrati portano il segno di questa tendenza: riformismo e massimalismo son criticati e duramente, ma anche storicizzati, e quel che in essi resta di vivo trova nel comunismo la propria nuova collocazione storica».
La tesi del socialfascismo, che fu avanzata su ordine di Stalin diversi anni dopo, sembrò ravvivare questa contesa interna alla sinistra, ma fu criticata da Umberto Terracini, che riconobbe invece il sacrificio di Matteotti ed il valore propulsivo della sua intransigenza verso qualsiasi tipo di collaborazione con il fascismo.

### La memoria di Matteotti nell'Italia repubblicana
Sulla scia dell'interpretazione gramsciana, ancora negli anni 1970 esponenti di spicco del PCI imputarono a Matteotti un atteggiamento rinunciatario di fronte alla violenza fascista, facendo impropriamente riferimento ad alcuni passaggi del discorso da lui tenuto alla Camera dei deputati il 10 marzo 1921: «L'ordine della Camera del lavoro è di non fare nessuna provocazione. L'ordine è: restate nelle vostre case: non rispondete alle provocazioni. Anche il silenzio, anche la viltà sono talvolta eroici»; «Noi continuiamo da mesi e mesi a dire nelle nostre adunanze che non bisogna accettare le provocazioni, che anche la viltà è un dovere, un atto di eroismo».
Pietro Secchia, esponente dell'ala più a sinistra del partito, nell'elencare i settori della società italiana che avevano appoggiato lo squadrismo, scrisse: «non si può dimenticare che i dirigenti del Partito socialista (Matteotti compreso) erano decisamente contrari alla lotta armata e predicavano la rassegnazione, la non resistenza, il "coraggio di essere vili"». Giorgio Amendola, che pure apparteneva alla corrente più vicina al socialismo riformista, affermò: «Matteotti giunge a proclamare l'eroismo del silenzio e della "viltà". Tre anni dopo egli dovrà pagare, col sacrificio della vita, i consigli di "viltà" dati ai lavoratori quando era ancora possibile organizzare la resistenza e il contrattacco».
Lo storico Massimo Luigi Salvadori ritiene «davvero oltraggioso» il rimprovero rivolto dagli esponenti comunisti a Matteotti, che fraintendeva il vero significato del suo appello, «vale a dire l'invito rivolto ai militanti socialisti e ai lavoratori a tenere a freno la tentazione di rispondere a provocazioni che avrebbero attivato una spirale di sempre nuove violenze».

### Celebrazioni per il centesimo anniversario della morte

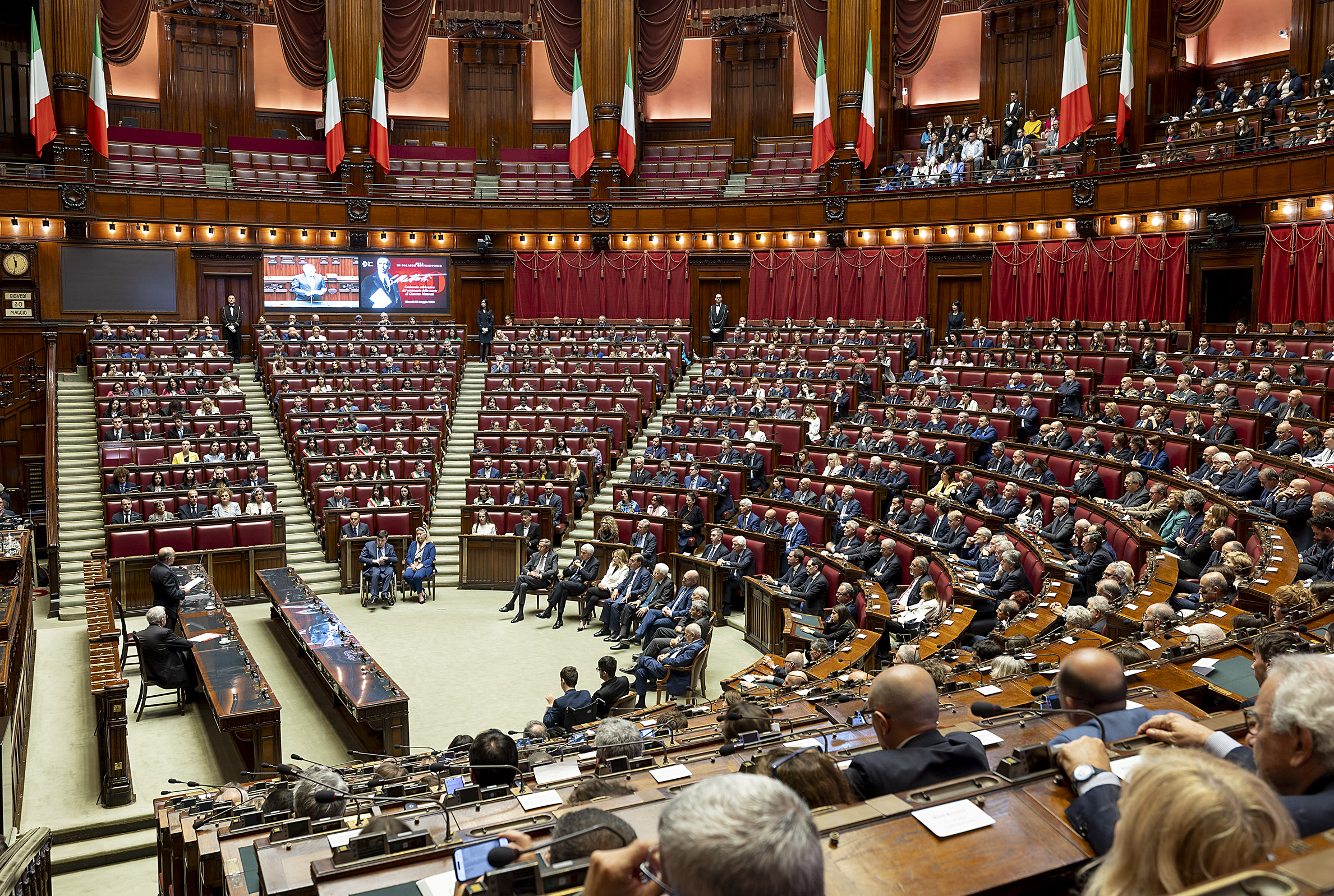
Lo storico Emilio Gentile tiene una relazione su Giacomo Matteotti e le origini del regime fascista durante la cerimonia commemorativa del centesimo anniversario della morte di Matteotti alla Camera dei deputati, alla presenza delle massime cariche dello Stato, 30 maggio 2024

Su proposta della Fondazione Giacomo Matteotti, nel 2022 il Ministero della cultura ha istituito il Comitato Nazionale per le celebrazioni del centenario della morte di Giacomo Matteotti (DM 20/04/2022, n.172) e promosso l'Edizione Nazionale dei processi Matteotti (DM 8/04/2022, n. 140). Un Comitato provinciale per le celebrazioni del centenario della morte di Giacomo Matteotti si è costituito nel 2023 anche nella provincia di Rovigo.
Nel 2023 il Parlamento italiano ha approvato in via definitiva la legge che istituisce le celebrazioni per il centenario della morte di Giacomo Matteotti: tra le attività di ricerca su vita, pensiero e opera di Matteotti, «saranno sostenute anche iniziative didattiche e formative, in sinergia con biblioteche, musei e istituzioni culturali, attraverso il coinvolgimento diretto delle istituzioni scolastiche».

### I luoghi della memoria

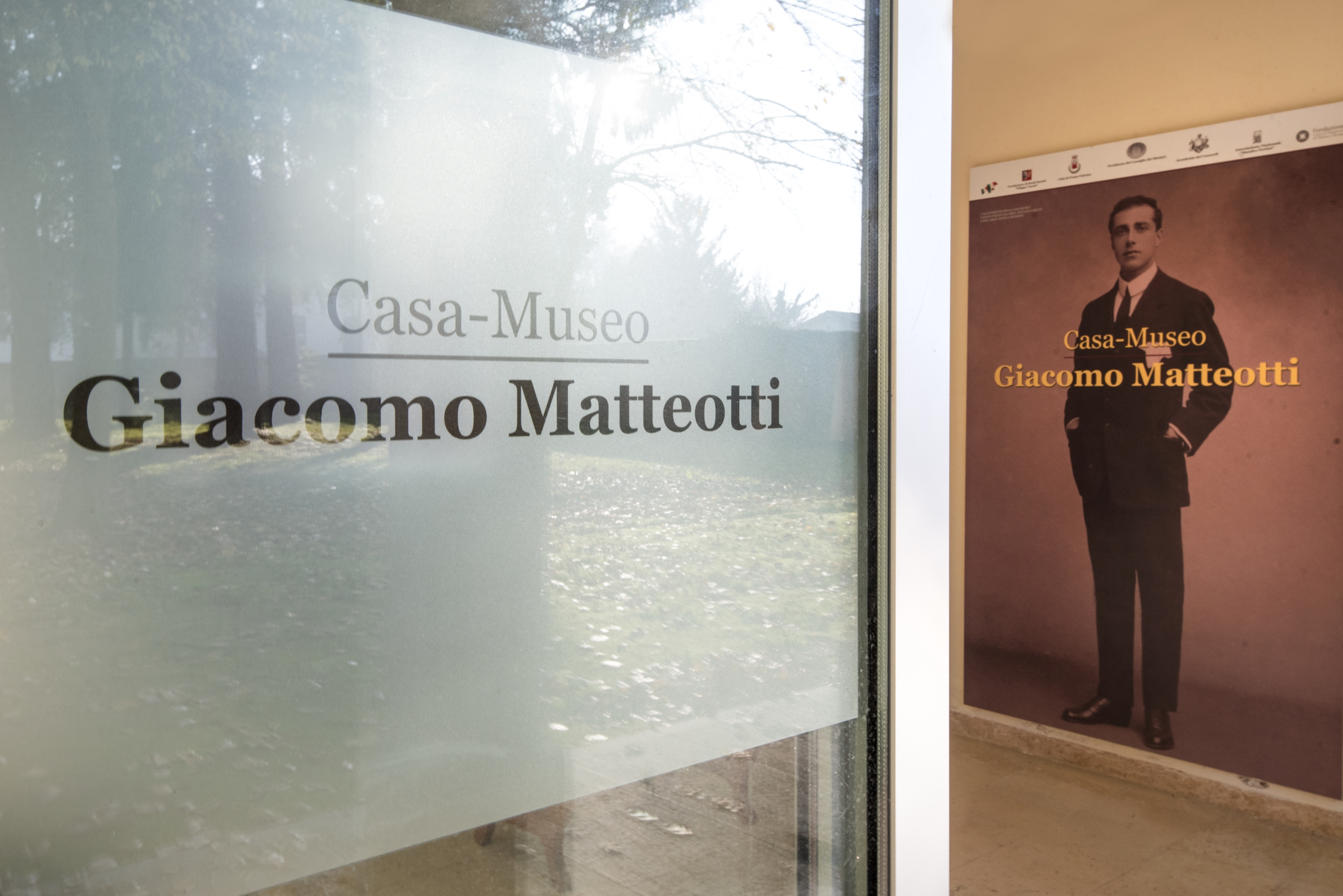
Ingresso della Casa museo Giacomo Matteotti

La memoria di Matteotti è mantenuta viva da targhe e monumenti sparsi sul territorio nazionale, e tra ponti, strade, piazze e scuole, Giacomo Matteotti è il politico del Novecento più citato nella toponomastica italiana, con circa tremila intitolazioni.
A Fratta Polesine è presente la Casa - Museo Giacomo Matteotti, riconosciuta dal 2017 monumento nazionale dal Presidente della Repubblica Sergio Mattarella. L'edificio appartiene all'Accademia dei Concordi, per lascito testamentario dei figli di Giacomo, ed è stato ceduto in uso al Comune di Fratta Polesine. La casa museo è aperta al pubblico e propone una ampia e articolata ricostruzione della vita di Giacomo Matteotti e della sua famiglia. Sotto il controllo di un comitato scientifico pubblica una collana di studi intitolata "Quaderni di Casa Matteotti".
Nel luogo del rapimento, presso il Lungotevere Arnaldo da Brescia a Roma, è stato eretto nel 1974 il Monumento a Giacomo Matteotti di Iorio Vivarelli, così come il ponte limitrofo è stato ribattezzato Ponte Giacomo Matteotti (già Ponte del Littorio). Anche a Riano, nel luogo del ritrovamento del cadavere, è stato eretto un monumento a Giacomo Matteotti.

## Nella cultura di massa

### Premi
- il Premio "Giacomo Matteotti" è stato istituito nel 2005 presso la Presidenza del Consiglio dei ministri; viene «assegnato ad opere che illustrano gli ideali di fratellanza tra i popoli, di libertà e di giustizia sociale che hanno ispirato la vita di Giacomo Matteotti». Il Premio è suddiviso in tre sezioni: "saggistica", "opere letterarie e teatrali" e "tesi di laurea".[111]

### Francobolli
- Nel 1955[112] fu emesso un francobollo italiano commemorativo (70º anniversario della nascita) da 25 lire in colore rosso.[113]
- Nel 2012 fu emesso un francobollo commemorativo da San Marino del valore di euro 2,64.[114]

### Canzoni
- Povero Matteotti è un canzone di protesta, eseguita sulle note di Povero Cavallotti (1898 circa).[115]
- Nel 33 giri antologico Cantacronache 4 (1971) del gruppo Cantacronache è incluso Canta di Matteotti, con autore anonimo.[116]

### Cinema
- Il delitto Matteotti (1956) è un documentario di 11 minuti, diretto da Nelo Risi (1956).[117]
- Il delitto Matteotti (1973) è un film diretto da Florestano Vancini e interpretato da Franco Nero e da Vittorio De Sica.[118]

### Teatro
- Maricla Boggio, Matteotti, l'ultimo discorso, rappresentato a Roma nella Sala Consiliare del Campidoglio il 26 novembre 2004, testo teatrale pubblicato dalla rivista teatrale "RIDOTTO".
- Il mio nome è Tempesta. Il delitto Matteotti (2021). Lo spettacolo, scritto da Carmen Sepede e diretto da Emanuele Gamba, ha vinto il Premio Matteotti 2022 della Presidenza del Consiglio dei Ministri. Per la stessa opera l'autrice Carmen Sepede ha vinto il Premio Internazionale Flaiano 2024.
- Un uomo solo, solo un uomo (2024). Lo spettacolo, scritto e diretto da Giuseppe Vitale, debutta a Roma al Teatro Ghione il 10 giugno 2024, nel giorno del centenario del delitto Matteotti. Patrocinato dalla Regione Lazio e dal Comune di Roma[119]

### Sport
- Il Trofeo Matteotti è una corsa in linea maschile di ciclismo su strada disputata dal 1945.

## Opere

### Saggi
- La recidiva. Saggio di revisione critica con dati statistici, Milano, Fratelli Bocca, 1910, SBN PAL0279701.
- Un anno di dominazione fascista, Roma, Tipografia italiana, 1923, SBN LO10494866.
  -  Un anno di dominazione fascista, con un saggio di Umberto Gentiloni Silveri, introduzione di Walter Veltroni, Milano, Rizzoli, 2019  [1923], SBN RAV2092490.
  - (EN) The fascisti exposed. A Year of Fascist Domination, traduzione di E. W. Dickes, Londra, Independent Labour Party Publication Department, 1924.
  - (EN) The fascisti exposed. A Year of Fascist Domination, traduzione di E. W. Dickes, Londra, Howard Fertig, 1969.
  - (FR) Une année de domination fasciste, Bruxelles, Maison nationale d'edition, 1924.
  - (DE) Hanns-Erich Kaminski, Fascismus in Italien. Grundlagen - Aufstieg - Niedergang, Berlino, Verlag für Sozialwissenschaft, 1925.
- Il fascismo della prima ora. Pagine estratte dal "Popolo d'Italia", Roma, Tipografica italiana, 1924, SBN LO10491316.

### Raccolte di scritti
- Reliquie, Milano, Corbaccio, 1924, SBN RAV0187442.
- Contro il fascismo, Milano-Roma, Avanti!, 1954, SBN MOD0311608.
  -  Contro il fascismo, con prefazione di Sergio Luzzatto, Milano, Garzanti, 2019  [1954], SBN RAV2091584.
- Discorsi parlamentari, Roma, Stabilimenti tipografici Carlo Colombo, 1970, SBN PUV0135055. In tre volumi.
- Scritti e discorsi, Milano, Aldo Garzanti, 1974, SBN LIA0023787.
- Scritti e discorsi, Venezia, Marsilio, 1981, SBN RAV0122210.
- Scritti sul fascismo, a cura di S. Caretti, Pisa, Nistri-Lischi, 1983, SBN CSA0066314.
- Giacomo Matteotti 1885-1985. Riformismo e antifascismo. Scritti e discorsi, testimonianze, contributi, Roma, Ediesse, 1985, SBN UBO1625131.
- Lettere a Velia, a cura di S. Caretti, Pisa, Nistri-Lischi, 1986, SBN CFI0036817.
- Sulla scuola, a cura di S. Caretti, Pisa, Nistri-Lischi, 1990, SBN CFI0195895.
- Sul riformismo, a cura di S. Caretti, Pisa, Nistri-Lischi, 1992, SBN LO10099312.
- Scritti giuridici, a cura di S. Caretti, Pisa, Nistri-Lischi, 2003, SBN RML0129964. Due volumi.
- La questione tributaria, a cura di S. Caretti, Manduria, P. Lacaita, 2006, SBN CFI0658959.
- Scritti economici e finanziari, a cura di S. Caretti, Pisa, PLUS, 2009, SBN CFI0736425. Due volumi.
- L'avvento del fascismo, a cura di S. Caretti, con premessa di A. Roncaglia, Pisa, PLUS, 2011, SBN CFI0772105.
- Epistolario, 1904-1924, a cura di S. Caretti, Pisa, PLUS, 2012, SBN CFI0791869.
- Socialismo e guerra, a cura di S. Caretti, con premessa di Ennio Di Nolfo, Pisa, Pisa University Press, 2013, SBN CFI0814411.
- Scritti e discorsi vari, a cura di S. Caretti, con premessa di G. Santomassimo, Pisa, Pisa University Press, 2014, SBN RAV2006276.
- La lotta semplice, Roma, Edizioni di Comunità, 2019, SBN PAR1262151.
- Il fascismo tra demagogia e consenso. Scritti 1922-1924, a cura di M. Grasso, Roma, Donzelli, 2020, SBN UMC1011897.
- Questo è il fascismo, a cura di P. Polito, Roma, e/o, 2022, SBN LO11859856.
- Davide Grippa (a cura di), Contro ogni forma di violenza, Torino, Einaudi Editore, 2024, ISBN 9788858445655, OCLC 1435778219.